# Среднеколонский
Среднеколонский — упразднённый хутор в Кочубеевском районе Ставропольского края. Располагался в верховьях балки Колонской рядом с хутором Нижнеколонским и примерно в 2 км к северу от хутора Верхнеколонского, ныне также не существующего.

## История
Основан как немецкое поселение в Александровском (Пятигорском) уезде. В списке населённых мест Ставропольской губернии за 1909 год упоминается под названием Средняя Немецкая колония:70. Согласно тому же источнику, колония входила в состав Янкульской волости Александровского уезда:70 и насчитывала 16 дворов со 130 жителями:70—71.
В списке населённых мест Северо-Кавказского края за 1925 год упоминается как хутор Средняя Колония в составе Нижне-Колонского сельсовета Курсавского района Ставропольского округа:276. В указанном году здесь было 30 дворов со 199 жителями:277. В «Поселенных итогах переписи 1926 года по Северо-Кавказскому краю» значится как Средне-Колонский. На момент переписи население хутора составляло 210 человек, из них 196 — украинцы:264.
С августа 1942 года Среднеколонский находился в оккупации. Освобождён 18 января 1943 года. После упразднения Курсавского района (1963 г.) входил в состав Янкульского сельсовета Кочубеевского района Ставропольского края:16.
Снят с учёта 14 марта 1967 года.